# Back It Up (Prince Royce)
Back It Up è un singolo del cantante statunitense Prince Royce, pubblicato nel 2015 ed estratto dal suo quarto album in studio Double Vision. 
Del brano ne esistono tre versioni: una "Spanglish"; una in lingua spagnola e una, quella originale, in lingua inglese.
La canzone nella sua versione in spagnolo vede la partecipazione di Jennifer Lopez e Pitbull.

## Video musicale
Il video musicale è stato girato a Miami ed è stato diretto dal regista statunitense Colin Tilley.

## Tracce
- Download digitale

1. Back It Up (featuring Pitbull) – 3:21

- Download digitale

1. Back It Up (featuring Jennifer Lopez and Pitbull) [Spanish Version] – 3:20